# کاخ باربرینی
کاخ باربرینی (انگلیسی: Barberini Palace) یک قصر قرن هفدهمی در شهر رم است، که رو به میدان باربرینی، در منطقه ریونه تروی قرار دارد و کاخ شهری خانواده باربرینی محسوب می‌شود. امروزه این کاخ، گالری ملی هنر باستانی ایتالیا را در خود جای داده است. کاخ باربرینی در سال ۱۶۳۳ توسط جان لورنتسو برنینی و فرانچسکو بورومینی طراحی و احداث گردید.